# Molo de Abrigo de Valparaíso
El Molo de Abrigo de Valparaíso es una edificación construida para el resguardo del puerto de la ciudad del intenso oleaje en la bahía. Las obras de construcción se iniciaron en 1912 y concluyeron en 1930. Es considerada una de las obras arquitectónicas más destacadas de la primera mitad del siglo XX en Chile.

## Historia

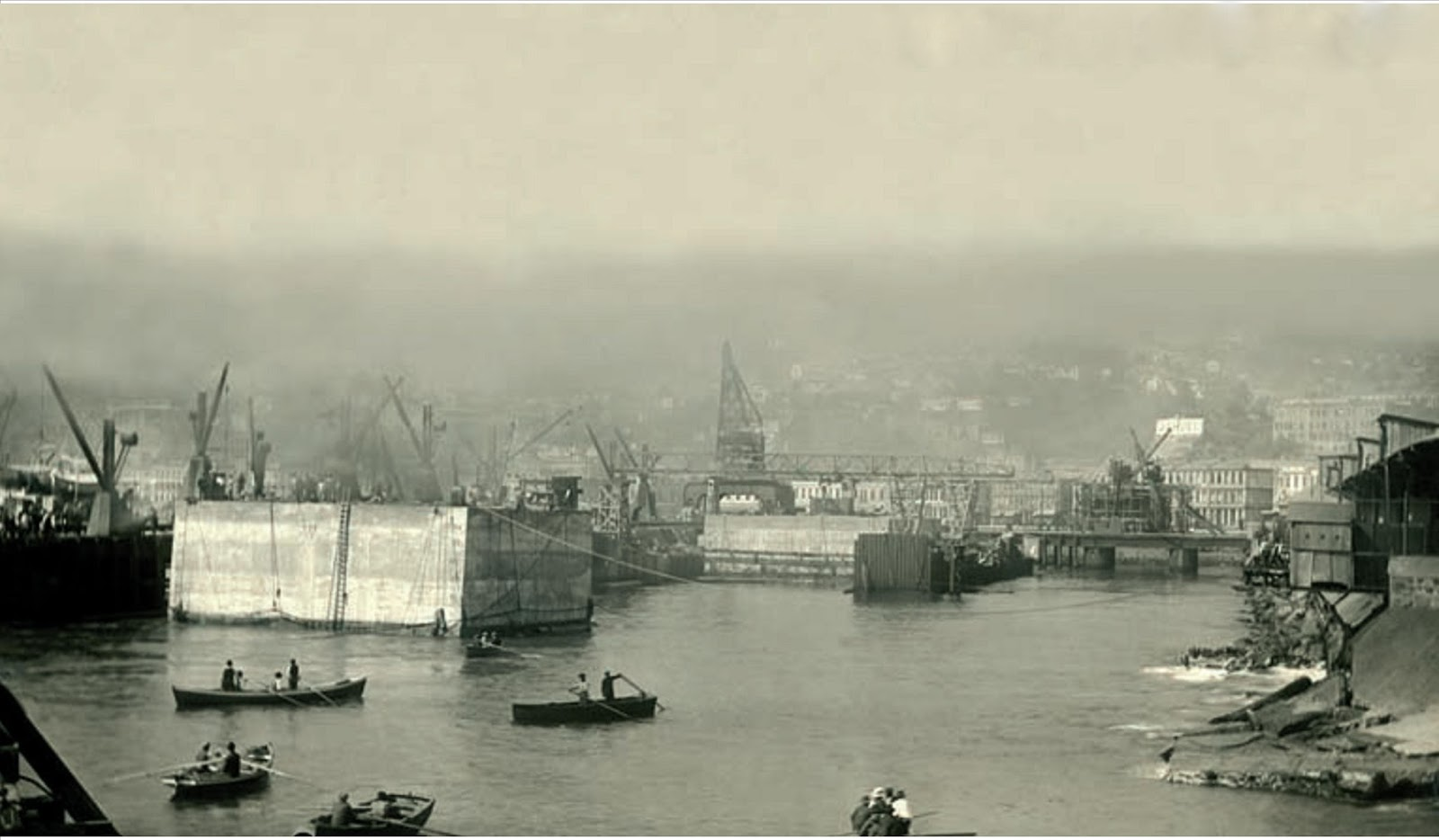
Construcción del Molo en 1917.

El crecimiento del comercio marítimo en el siglo XIX hizo necesaria una modernización del puerto de Valparaíso. Antes de encargar la construcción de un muelle, la actividad estaba limitada a faluchos que descargaban directamente en las playas. Es por esto que se le encarga al ingeniero John Hughes la construcción del Muelle Fiscal en 1870, siendo inaugurado en 1883. Esta sería la única obra portuaria de la ciudad, junto al malecón en la costanera, hasta inicios del siglo XX.
La demanda marítima que tenía la zona central del país tuvo partidarios en tres frentes: Una prolongación del ferrocarril de Melipilla junto a la construcción del puerto de San Antonio, una vía férrea desde La Calera hasta un nuevo puerto en Quintero, y la construcción del puerto de Valparaíso, el que debía estar necesariamente protegido por un rompeolas. A pesar de que la opción de San Antonio era la más factible, el gobierno impulsaría las obras en Valparaíso a través de una Comisión de Puertos en 1898.
En 1900 una Junta Central de Puertos llevaría a cabo un plan de mejoramiento tanto en Valparaíso como en San Antonio. Se presentarían varios proyectos en la licitación, quedando finalmente en manos de la firma Edward E. Pearson la construcción del puerto, proyecto que incluía un rompeolas de 300 metros que partía desde la punta Duprat. Se iniciaron las obras el 6 de octubre de 1912 y se entregarían en 1924. El sitio elegido lleva ese nombre en recuerdo del ciudadano francés Juan Duprat, quien instaló en 1845 un astillero en ese lugar. Recién en 1923 se autorizaron las obras del segundo tramo del molo, de 700 metros de longitud, obras que concluyeron en 1930.

## Construcción
El primer tramo del molo, que inicia en la punta Duprat, se interna en dirección noreste en una longitud de 300 metros hasta llegar a un veril de 45 metros. A continuación, se inicia un segundo tramo de 700 metros, que originalmente en el proyecto eran 1000, en dirección sureste, que alcanza una profundidad de 55 metros.
El diseño del primer tramo previó soportar olas de hasta 9 metros de alto. Además, debía sortear la acción del mar a una velocidad considerable, la cual produciría una socavación en su cimentación ante la falta de una protección adecuada. Hasta los 18 metros de profundidad se construyó con bloques horizontales sobre una fundación protegida con enrocado pesado, y el mismo muro de bloques a su vez protegido por un prisma de bloques artificiales de 60 toneladas. El muro fue coronado por un macizo de concreto en sitio de 3 metros de espesor y sobre él un parapeto de 6 metros de altura. El trozo a continuación, entre las profundidades de 18 a 45 metros, tenía un diseño completamente diferente, al estar compuesto de cajones de concreto armado de 20 metros de largo, 16 de ancho y 15 de altura, convenientemente subdivididos y reforzados que se construyeron en seco, se flotaron y se fondearon sobre una fundación previamente preparada. Después que los bloques descansaron un año se construyó la coronación de concreto en sitio de 3 metros de espesor.
El segundo tramo fue construido sobre un enorme prisma de fundación de arena que se eleva desde el fondo marino hasta la cota -12. Sobre esta fundación se construyó un muro de bloques artificiales arrimados formando mampostería ciclópea. Los bloques se colocaron en capas inclinadas, que seguirían los asentamientos de su infraestructura. El muro tiene 14 metros de ancho y 19 de alto, colocándose sobre él una coronación de concreto en sitio hasta la cota +4. Al abrigo de este molo se construyó un frente de malecones marginales cuyos muros son de tipo gravitacional y están fundados en una base de enrocados de unos 20 metros de ancho y 3 de alto para formar la cual se dragó el fondo marino formando una zanja hasta la cota -15. Los muros gravitacionales se elevan hasta la cota +4, teniendo por lo tanto 16 metros de altura y una base de 7.75 metros, formados por bloques de 60 toneladas.

## Faro Punta Duprat

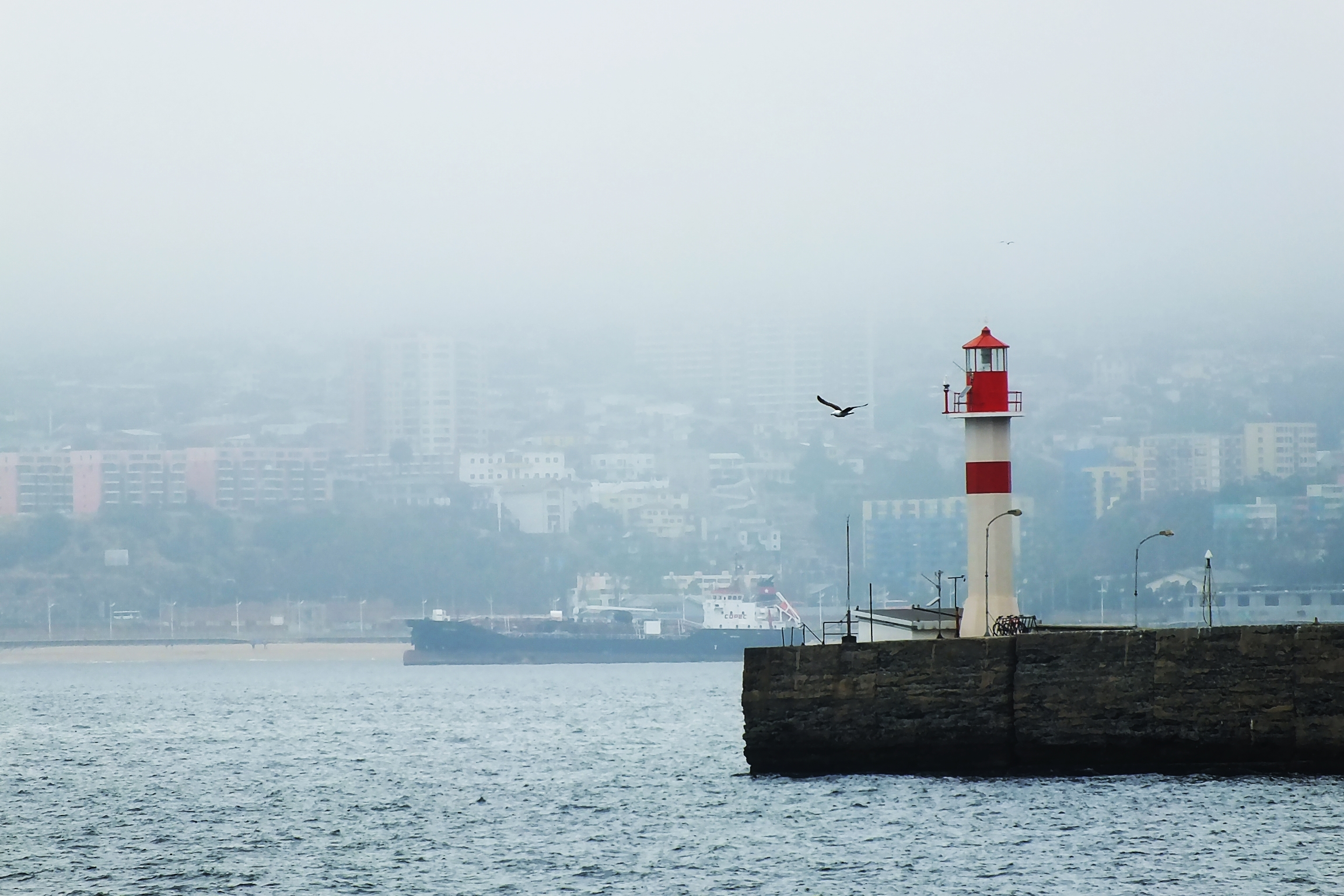
Faro Punta Duprat.

Mientras se realizaba la construcción del molo, sería instalado en 1921 el faro Punta Duprat, al final del primer tramo. Contaba con una torre cilíndrica de concreto armado de 14.1 metros de altura. En la parte superior llevaba una plataforma, con barandilla circular y sobre un pedestal tenía la linterna con un equipo de iluminación que funcionaba con gas de parafina. Este sistema se mantuvo durante 43 años. Luego se reemplazaría con un faro de gas acetileno a destello.
En 1971 se instalarían faros eléctricos en la red nacional, siendo el Punta Duprat el primer faro eléctrico, el que cuenta con un equipo giratorio que da un destello cada 15 segundos, con una potencia luminosa de 19.000 candelas y un alcance de 20 millas náuticas en una atmósfera clara. Utiliza un color ámbar, que es más distintivo del fondo luminoso que lo rodea.
La torre sería demolida en 1979 después de comprobar un deterioro en su estructura, a causa de los sismos y el oleaje. Se construyó una nueva torre, ahora de forma octogonal, además de aplicarle cerámica en su exterior para darle mayor visibilidad en el día. En su interior se reinstaló el faro eléctrico que poseía la antigua torre.